# Nanixipha
Nanixipha is een geslacht van rechtvleugeligen uit de familie krekels (Gryllidae). De wetenschappelijke naam van dit geslacht is voor het eerst geldig gepubliceerd in 2003 door Otte, Carvalho & Shaw.

## Soorten
Het geslacht Nanixipha  is monotypisch en omvat slechts de volgende soort:
- Nanixipha nahoa (Otte, Carvalho & Shaw, 2003)